# Itálie na Letních olympijských hrách 1964
Itálii na Letních olympijských hrách v roce 1964 v japonském Tokiu reprezentovala výprava 168 sportovců (157 mužů a 11 žen) v 18 sportech.

## Medailisté
| Medaile | Jméno                                                                                           | Sport                | Soutěž                                  |
| ------- | ----------------------------------------------------------------------------------------------- | -------------------- | --------------------------------------- |
| Zlato   | Abdon Pamich                                                                                    | Atletika             | Muži chůze 50 km                        |
| Zlato   | Fernando Atzori                                                                                 | Box                  | Muži Váha muší do 51 kg                 |
| Zlato   | Cosimo Pinto                                                                                    | Box                  | Muži váha polotěžká do 81 kg            |
| Zlato   | Giovanni Pettenella                                                                             | Cyklistika           | Muži 1000 m sprint                      |
| Zlato   | Mario Zanin                                                                                     | Cyklistika           | Muži silniční závod jednotlivců         |
| Zlato   | Sergio Bianchetto Angelo Damiano                                                                | Cyklistika           | Muži 2000 m tandem                      |
| Zlato   | Mauro Checcoli                                                                                  | Jezdectví            | Jezdecká všestrannost - jednotlivci     |
| Zlato   | Paolo Angioni Mauro Checcoli Giuseppe Ravano                                                    | Jezdectví            | Jezdecká všestrannost - družstva        |
| Zlato   | Franco Menichelli                                                                               | Sportovní gymnastika | Muži prostná                            |
| Zlato   | Ennio Mattarelli                                                                                | Sportovní střelba    | Muži trap                               |
| Stříbro | Sergio Bianchetto                                                                               | Cyklistika           | Muži 1000 m sprint                      |
| Stříbro | Giovanni Pettenella                                                                             | Cyklistika           | Muži 1000 m s pevným startem            |
| Stříbro | Giorgio Ursi                                                                                    | Cyklistika           | Muži 4000 m stíhací závod (jednotlivci) |
| Stříbro | Cencio Mantovani Carlo Rancati Luigi Roncaglia Franco Testa                                     | Cyklistika           | Družstvo mužů 4000 m stíhací závod      |
| Stříbro | Severino Andreoli Luciano Dalla Bona Pietro Guerra Ferruccio Manza                              | Cyklistika           | Družstvo mužů časovka                   |
| Stříbro | Klaus Dibiasi                                                                                   | Skoky do vody        | Muži věž 10 m                           |
| Stříbro | Giovan Battista Breda Giuseppe Delfino Gianfranco Paolucci Alberto Pellegrino Gianluigi Saccaro | Šerm                 | Družstvo mužů kord                      |
| Stříbro | Giampaolo Calanchini Wladimiro Calarese Pier-Luigi Chicca Mario Ravagnan Cesare Salvadori       | Šerm                 | Družstvo mužů šavle                     |
| Stříbro | Franco Menichelli                                                                               | Sportovní gymnastika | Muži kruhy                              |
| Stříbro | Renato Bosatta Franco De Pedrina Giuseppe Galante Giovanni Spinola Emilio Trivini               | Veslování            | Muži čtyřka s kormidelníkem             |
| Bronz   | Salvatore Morale                                                                                | Atletika             | Muži 400 m překážek                     |
| Bronz   | Silvano Bertini                                                                                 | Box                  | Muži váha lehká střední do 67 kg        |
| Bronz   | Franco Valle                                                                                    | Box                  | Muži váha střední do 75 kg              |
| Bronz   | Giuseppe Ros                                                                                    | Box                  | Muži váha těžká do 81 kg                |
| Bronz   | Piero D'Inzeo Raimondo D'Inzeo Graziano Mancinelli                                              | Jezdectví            | Parkurové skákání - družstva            |
| Bronz   | Antonella Ragnová                                                                               | Šerm                 | Ženy fleret                             |
| Bronz   | Franco Menichelli                                                                               | Sportovní gymnastika | Muži bradla                             |